# Chibuzor Okonkwo
Chibuzor Okonkwo (16 de dezembro de 1988) é um futebolista nigeriano, que joga como defensor. Atualmente defende as cores do Gabros International F.C., medalhista olímpico de prata. 